# Matsqui
Matsqui, pleme Cowichan Indijanaca uže skupine Stalo ili Halkomelem, naseljeni na rijeci Fraser i jezeru Sumass u kanadskoj provinciji Britanska Kolumbija. Imali su dva naselja, Mamakume i Kokoaeuk. populacija im je iznosila 44 (1904).
Danas imaju 4 rezerve: Matsqui 4, Matsqui Main 2, Pekw'xe:Yles (Peckquaylis), Sahhacum 1 i Three Islands 3. populacija im iznosi 251 (2012), ali nitko više od njih ne govori tečno jezikom halkomelem. Ostali nazivi: Mā'çQui, Maisqui i Mamskey.